# IC 1367
IC 1367 је спирална галаксија у сазвјежђу Ждријебе која се налази на листи објеката дубоког неба у Индекс каталогу.
Деклинација објекта је + 2° 59' 40" а ректасцензија 21h 14m 9,6s. Привидна величина (магнитуда) објекта IC 1367 износи 14,1 а фотографска магнитуда 14,9. IC 1367 је још познат и под ознакама CGCG 375-19, NPM1G +02.0489, PGC 66390.